# Мартовские иды (день)
Иды (лат. Idus, от этр. iduare — «делить») — в римском календаре так назывался день в середине месяца. На 15-е число иды приходятся в марте, мае, июле и октябре; на 13-е — в остальных восьми месяцах.
В мартовские иды (15 марта) 44 года до н. э. заговорщиками был убит Гай Юлий Цезарь. Согласно Плутарху, предсказатель предупредил Цезаря за несколько дней, что в этот день ему надо опасаться смерти. Встретив предсказателя по пути в Сенат, Цезарь сказал ему с насмешкой: «Мартовские иды наступили». «Наступили, но ещё не прошли» — ответил предсказатель. Через несколько минут Цезарь был убит. Фраза «Ид марта берегись» (англ. Beware the ides of March) из пьесы Шекспира «Юлий Цезарь» (акт I, сцена 2) стала крылатой.